# История Тарна и Тайпа
«История Тарна и Тайпа» (тайск. TharnType The Series เกลียดนักมาเป็นที่รักกันซะดีๆ) — тайский телесериал жанра BL 2019 года с Канавутом Трайпипаттанапонгом (Галф) и Суппаситом Йонгчевиватом (Мью) в главных ролях. Это адаптация популярной веб-новеллы «TharnType Story เกลียดนักมาเป็นที่รักกันซะดีๆ» автора MAME (Ораван Вичаяваннакул). История рассказывает о студенте и его гомосексуальном соседе по комнате, отношения между которыми постоянно находятся в напряжении, но со временем парни открываются друг другу, превращая свою ненависть в привязанность. Сериал, снятый Ти Синтанапаради, трансилировался в Таиланде на телеканале One 31 с 7 октября 2019 года по 6 января 2020 года с повторами на Line TV. Специальный эпизод под названием «История Тарна и Тайпа: Наша последняя любовь» был показан 19 января 2020 года в Королевском Большом театре Сиам Павалаи.

## Сюжет
Тайп (Канавут Трайпипаттанапонг) — вспыльчивый первокурсник университета, ненавидящий геев. Поступив в университет, он решает покинуть свой родной город и остаться в общежитии, в конце концов разделив комнату с однокурсником Тарном (Суппасит Йонгчевиват), специализирующимся на музыке. Тарн — добрый и красивый парень, который играет на барабанах, но одного о нём не знает Тайп, на самом деле его сосед гей. Лучший друг Тайпа Тэхно (Тжинна Пичит-о-Пакун) позже узнает о сексуальной ориентации Тарна. Когда Техно рассказывает Tайпу об этом, последний сразу же приходит в ярость. Он пытается разными способами выгнать Тарна из комнаты, вплоть до разрушения его вещей. Однако Тарн, чувствуя, что его сексуальность не является чем-то неправильным, сопротивляется, пока один случай не приводит его к осознанию травмирующего прошлого Тайпа.

## В ролях
| Актёр                            | Роль                   |
| -------------------------------- | ---------------------- |
| Канавут Трайпипаттанапонг (Галф) | Тайп Тиват Пхаваттакун |
| Суппасит Йонгчевиват (Мью)       | Тарн Тара Кириган      |
| Тжинна Пичит-о-Пакун (Майд)      | Тэхно                  |
| Киттипат Кэучарын (Каон)         | Лонг                   |
| Натхад Кунаконкиэт (Хайтер)      | Тум                    |
| Паранья Ансанан (Коклиан)        | Тар                    |
| Напат Синаклуан (Бот)            | Чамп                   |
| Тханают Тхакунаттая (Тон)        | Торн                   |
| Танавин Дуаннет (Мавин)          | Хлуи                   |
| Кантипоп Сирораттанапанит (Ран)  | Сео                    |
| Васин Панумапон (Кенджи)         | Техник                 |
| Понкон Вонкриттиярат (Капрао)    | Ком                    |
| Паттарабут Киеннукун (Э)         | Сан                    |
| Сивапон Лангкапин (Ай)           | Пуйфай                 |

## Саундтрек
| Название | Английское название      | Артист               | Источник |
| -------- | ------------------------ | -------------------- | -------- |
| ไม่ยอม    | Be Mine (Main)           | Pop Jirapat          | [ 4 ]    |
| ไม่ยอม    | Be Mine                  | Киттипат Кэучарын    | [ 5 ]    |
| ขอแค่เธอ  | Hold Me Tight            | Off Chainon          | [ 6 ]    |
| ขอแค่เธอ  | Hold Me Tight (Acoustic) | Суппасит Йонгчевиват | [ 7 ]    |

## Награды
| Год  | Награда                | Категория              | Результат                                                    |
| ---- | ---------------------- | ---------------------- | ------------------------------------------------------------ |
| 2020 | Line TV Awards 2020    | Лучшая сцена поцелуя   | Победа (Суппасит Йонгчевиват и Канавут Трайпипаттанапонг)    |
| 2020 | Kazz Awards 2020       | Лучшая пара года       | Номинация (Суппасит Йонгчевиват и Канавут Трайпипаттанапонг) |
| 2020 | Kazz Awards 2020       | Лучшая сцена           | Победа (Суппасит Йонгчевиват и Канавут Трайпипаттанапонг)    |
| 2020 | Kazz Awards 2020       | Горячая молодая звезда | Номинация Канавут Трайпипаттанапонг                          |
| 2020 | Kazz Awards 2020       | Горячая молодая звезда | Победа Суппасит Йонгчевиват                                  |
| 2020 | Howe Awards 2019       | Лучшая пара            | Победа (Суппасит Йонгчевиват и Канавут Трайпипаттанапонг)    |
| 2020 | Thai Crazy Awards 2020 | Лучший гей-сериал      | Победа («История Тарна и Тайпа»)                             |
| 2020 | Thai Crazy Awards 2020 | Лучшая гей-пара        | Победа (Суппасит Йонгчевиват и Канавут Трайпипаттанапонг)    |
| 2020 | Maya Awards 2020       | Сериал года            | Номинация («История Тарна и Тайпа»)                          |
| 2020 | Maya Awards 2020       | Лучшая пара            | Победа (Суппасит Йонгчевиват и Канавут Трайпипаттанапонг)    |
| 2020 | Maya Awards 2020       | Лучший актёр           | Победа (Суппасит Йонгчевиват)                                |
| 2020 | Maya Awards 2020       | Лучший саундтрек       | Номинация (Off Chainon - Hold Me Tight)                      |